# تشاتام كينت (أونتاريو)
تشاتام كينت، أونتاريو (بالإنجليزية: Chatham-Kent)‏ هي مدينة كندية تقع في مقاطعة أونتاريو. تبلغ مساحة هذه المدينة 2458.0587 (كم²)، ويبلغ عدد سكانها 108177 نسمة حسب إحصاء سنة 2006 م، بينما كان يسكنها 107341 نسمة في سنة 2001 م. تحتل هذه المدينة المرتبة رقم 45 بين مدن كندا حسب عدد السكان والمرتبة رقم 23 في المقاطعة. نما عدد السكان في هذه المدينة بنسبة (0.8) بين العامين المذكورين.

## أعلام
- ريد فيشر
- إيرل ديزموند
- ميشيل رايت
- جيوفري أوهارا
- إدوارد روبنسون
- فرانك غروس
- فيرغسون جنكينز
- جيمس بي. كلارك
- ميراندا أيم
- ريان جونز

## وصلات خارجية
- الأطلس الحكومي لكندا
- إحصاءات كندا مع ساعة تعداد السكان